# Уэбстер, Чарльз Кингсли
Сэр Чарльз Кингсли Уэбстер (Вебстер) (англ. Charles Kingsley Webster; 25 апреля 1886, Формби, графство Ланкашир — 21 августа 1961, Лондон, Великобритания) — британский историк и дипломат. 
Действительный член (с 1930) и президент Британской академии (1950—1954), иностранный член французской Академии моральных и политических наук (1960).

## Биография
Учился в Merchant Taylors' Boys' School в Мерсисайде. Позже, окончил Королевский колледж (Кембридж) и Кембриджский университет.
В 1914—1922 годах — профессор новой истории Ливерпульского университета. Участник Первой мировой войны. В 1915—1918 годах — на военной службе во вспомогатательных частях, затем в 1917—1918 годах в разведывательном отделе генштаба Великобритании, в 1918 году — в Министерстве иностранных дел.
В 1919—1920 годах — советник британской делегации, участвовавшей в Парижской мирной конференции.
В 1922—1932 годах — профессор истории Уэльского университета, в 1928—1932 годах — профессор Гарвардского университета (США), в 1932—1953 годах — профессор Лондонской экономической школы.
Во время Второй мировой войны — работник Министерства иностранных дел, активно работал, особенно, в Соединённых Штатах, был ведущим сторонником создания Организации Объединённых Наций, участник работы подготовительной комиссии и Генеральной Ассамблеи Объединённых Наций в Лондоне (1945—1946), член британской делегаций на конференциях в Думбартон-Оксе (1944), Сан-Франциско (1945) и других.
С 1930 года — действительный член, в 1950—1954 годах — президент Британской академии.
Был вице-президентом Международного комитета исторических наук.
Труды учёного посвящены британской внешней политике первой половины XIX века, прежде всего деятельности Р. С. Каслри и Г. Д. Т. Пальмерстона. Редактор и издатель ряда документальных публикаций, в том числе посвящённых британской политике в отношении стран Латинской Америки в период их освободительной борьбы против испанского и португальского господства и британской внешней политике в Европе на заключительном этапе наполеоновских войн и после их окончания.

## Награды
- Рыцарь-командор ордена Святых Михаила и Георгия (1946)
- Почётный профессор Королевского колледжа (Кембридж)
- Почётные степени в университетах Оксфорда, Кембриджа, Рима, Колледжа Вильямса (штат Массачусетс, США)

## Избранные публикации
- The Congress of Vienna, OUP, 1919 (Revd. ed. 1934) online
- The European alliance, 1815—1825 (Калькуттский университет, 1929)
- The Congress of Vienna, 1814—1815 (Foreign Office Historical Section, London, 1919)
- British diplomacy, 1813—1815 : select documents dealing with the reconstruction of Europe (1921); 409pp online
- Editor of Britain and the independence of Latin America, 1812—1830 (Ibero-American Institute of Great Britain, London, 1938)
- The art and practice of diplomacy (LSE, London, 1952) online edition
- British Foreign Policy since the Second World War
- The Congress of Vienna, 1814-15, and the Conference of Paris, 1919 (Лондон, 1923)
- The foreign policy of Castlereagh, 1815—1822 (G Bell and Sons, London, 1925)
- The Foreign Policy of Palmerston (1951) online edition
- The founder of the national home (Weizmann Science Press of Israel, 1955)
- The League of Nations in theory and practice (Allen and Unwin, London, 1933)
- The pacification of Europe, 1813—1815 (1922)
- Palmerston, Metternich and the European system, 1830—1841 (Humphrey Milford, London, 1934)
- Sanctions: the use of force in an international organisation (Лондон, 1956)
- Some problems of international organisation (University of Leeds, 1943)
- What the world owes to President Wilson (League of Nations Union, London, 1930)
- The strategic air offensive against Germany, 1939—1945 (HMSO, London, 1961)
- Editor of British diplomatic representatives, 1789—1852 (London, 1934)
- Editor of Some letters of the Duke of Wellington to his brother, William Wellesley-Pole (London, 1948).